# Юнгфольк

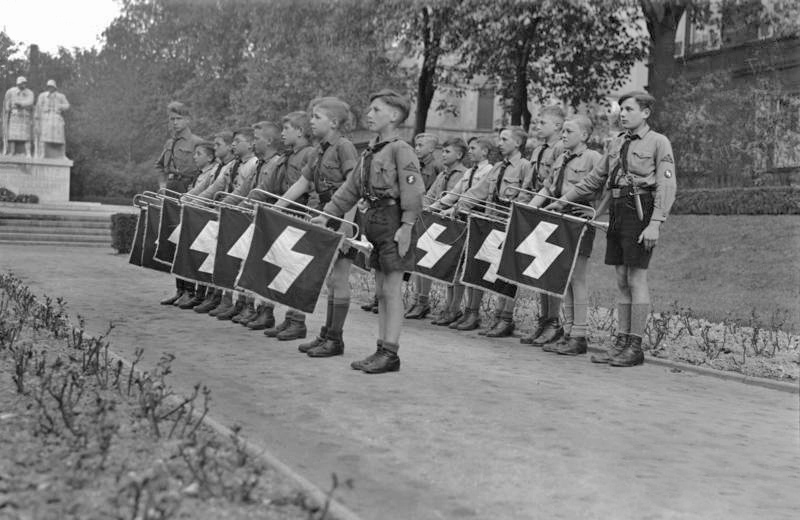
Фанфарный корпус Юнгфолька в Вормсе, 1933

Юнгфо́льк (нем. Deutsches Jungvolk) — младшая возрастная группа организации Гитлерюгенд, в которой состояли мальчики от 10 до 14 лет.

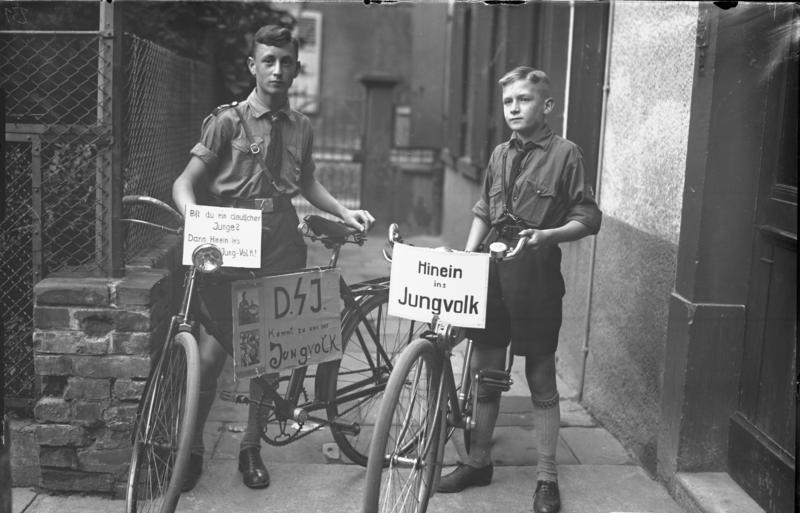

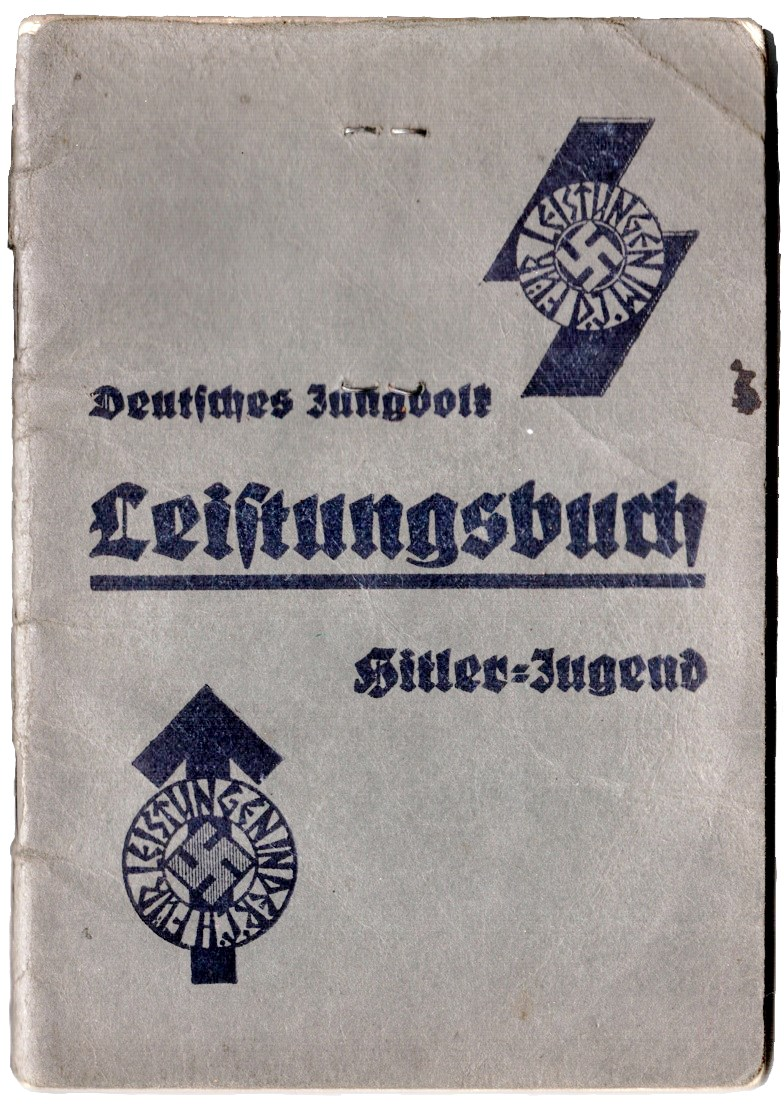
Книжка учёта сдачи нормативов и упражнений по военно-спортивной подготовке

## История
Согласно закону от 1 декабря 1936 года, в Германии объявлен призыв детей 1927 года рождения в юнгфольк.
Вступление в юнгфольк по закону являлось добровольным. Воспитание в организации проводилось в духе национал-социализма с целью формирования у детей с очень раннего возраста национал-социалистического мировоззрения об арийских идеалах. Кроме того, всячески подчёркивалась необходимость быть верным Гитлеру и его режиму, пропагандировался культ физической силы, жизнеспособности и милитаризма. Нацисты считали, что обучение детей тому, как стать жёсткими, освободило бы их от недостатков. Также в юнгфольке, в ходе воспитательной работы, пропагандировался антисемитизм.

## Структура
В рамках региональных отделений Гитлерюгенда действовало в среднем около двух десятков «полков» юнгфолька — «юнгбаннов» (jungbann), каждый полк состоял из 4-6 «дивизионов» — «юнгштаммов» (jungstamm), каждый батальон из 3-5 «дружин» (fähnlein), каждая дружина из 4 «взводов» (jungzug), каждый взвод — из 4 «отделений» («юнгеншафтов»). 